# Fußball-Weltmeisterschaft 2014/Ghana
Dieser Artikel behandelt die ghanaische Fußballnationalmannschaft bei der Fußball-Weltmeisterschaft 2014 in Brasilien. Ghana nahm zum dritten Mal an der Endrunde und zum ersten Mal an einer WM-Endrunde in Südamerika teil und schied erstmals in der Vorrunde aus.

## Qualifikation
Ghana qualifizierte sich über die CAF-Qualifikation. In der Gruppenphase der 2. Runde traf die Mannschaft auf Sambia, den Afrikameister von 2012, Lesotho und den Sudan. Alle Heimspiele wurden im Baba-Yara-Stadion in Kumasi ausgetragen, dem größten Stadion in Ghana. Da Ghana das erste Spiel gegen Sambia verloren hatte, war die Qualifikation bis zum letzten Spieltag offen. Durch das 2:1 im Rückspiel gegen Sambia gelang Ghana der Gruppensieg und der Einzug in die Playoff-Runde.
Tabelle
| Pl. | Team    | Sp. | S | U | N | Tore    | Diff. | Punkte |
| --- | ------- | --- | - | - | - | ------- | ----- | ------ |
| 1.  | Ghana   | 6   | 5 | 0 | 1 | 018:300 | +15   | 15     |
| 2.  | Sambia  | 6   | 3 | 2 | 1 | 011:400 | +7    | 11     |
| 3.  | Lesotho | 6   | 1 | 2 | 3 | 004:160 | −12   | 05     |
| 4.  | Sudan   | 6   | 0 | 2 | 4 | 004:140 | −10   | 02     |

| Datum             | Ort            | Gegner  | Ergebnis | Tore für Ghana |
| ----------------- | -------------- | ------- | -------- | --- |
| 1. Juni 2012      | Kumasi         | Lesotho | 7:0      | Sulley Muntari (15.), Dominic Adiyiah (24., 49.), Jordan Ayew (45., 89.), Christian Atsu (86.), Jerry Akaminko (90.+1) |
| 9. Juni 2012      | Ndola (ZAM)    | Sambia  | 0:1      | |
| 24. März 2013     | Kumasi         | Sudan   | 4:0      | Asamoah Gyan (19.), Wakaso Mubarak (38.), Abdul Majeed Waris (80.), Emmanuel Agyemang Badu (83.)                       |
| 7. Juni 2013      | Omdurman (SDN) | Sudan   | 3:1      | Asamoah Gyan (20., 57.), Sulley Muntari (83.)                                                                          |
| 16. Juni 2013     | Maseru (LSO)   | Lesotho | 2:0      | John Boye (45.), Asamoah Gyan (82.)                                                                                    |
| 6. September 2013 | Kumasi         | Sambia  | 2:1      | Abdul Majeed Waris (17.), Kwadwo Asamoah (60.)                                                                         |

### Playoff-Spiele der Gruppensieger
| Datum             | Ort         | Gegner  | Ergebnis | Tore für Ghana |
| ----------------- | ----------- | ------- | -------- | --- |
| 15. Oktober 2013  | Kumasi      | Ägypten | 6:1      | Asamoah Gyan (4., 53.), Wael Gomaa (23./ET), Abdul Majeed Waris (44.), Sulley Muntari (72./Elfm.), Christian Atsu (88.) |
| 19. November 2013 | Kairo (EGY) | Ägypten | 1:2      | Kevin-Prince Boateng (83.)                                                                                              |

Ghana erzielte in der Gruppenphase mit 18 Toren die meisten aller afrikanischen Mannschaften und auch in den Playoffspielen erzielte keine Mannschaft mehr Tore. Insgesamt wurden in den acht Spielen 31 Spieler eingesetzt. Einziger Spieler, der immer eingesetzt wurde, war Emmanuel Agyemang Badu. Er stand aber nur in den ersten beiden Spielen in der Startelf. Bester Torschütze war Asamoah Gyan mit 6 Toren, der damit mit zwei ägyptischen Spielern bester Torschütze der afrikanischen Mannschaften war und mit den beiden Toren beim 3:1 gegen den Sudan Abédi Pelé als ghanaischen Rekord-Torschützen ablöste. Der beim FC Chelsea spielende Michael Essien kam erst in den letzten drei Spielen zum Einsatz, Kevin-Prince Boateng erst im letzten Spiel in Ägypten.

## Vorbereitung
Am 4. Januar gewann Ghana in Windhoek ein Testspiel mit 1:0 gegen Namibia und traf in der Vorrunde bei der Afrikanischen Nationenmeisterschaft, bei der aber nur Spieler spielberechtigt waren, die in den nationalen Meisterschaften ihrer Heimatländer spielen, auf die Republik Kongo (1:0 am 13. Januar), Libyen (1:1 am 17. Januar) und Äthiopien (1:0 am 21. Januar), gewann am 25. Januar im Viertelfinale mit 1:0 gegen die Demokratische Republik Kongo sowie am 29. Januar im Halbfinale gegen Nigeria durch ein 4:1 im Elfmeterschießen und verlor am 1. Februar im Finale im Elfmeterschießen mit 3:4 gegen Libyen.
Testspiele der Black Stars:
- 05. März in Podgorica erstmals gegen Montenegro: 0:1
- 31. Mai in Rotterdam gegen die Niederlande: 0:1
- 09. Juni in Miami gegen Südkorea: 4:0 (Torschützen: Ayew/11., 53. und 89. und Gyan/44.)

## Endrunde

### Kader
Am 12. Mai 2014 benannte Trainer James Kwesi Appiah einen vorläufigen Kader mit 26 Spielern, der bis zum 2. Juni 2014 auf 23 Spieler reduziert wurde. Vor dem dritten Spiel wurden Sulley Muntari und Kevin-Prince Boateng suspendiert. Durch seine drei Einsätze wurde Asamoah Gyan mit nun insgesamt 11 WM-Spielen ghanaischer WM-Rekordspieler und löste John Paintsil und Richard Kingson die vorherigen Rekordhalter ab.
| Nr.         | Name                   | Verein vor Turnierbeginn     | Länderspiel- einsätze* | Länderspiel- tore* | Geburtstag     | Spiele | Tore |   |   |   | WM-Teilnahmen | WM-Spiele (insgesamt) | WM-Tore (insgesamt) |
| ----------- | ---------------------- | ---------------------------- | ---------------------- | ------------------ | -------------- | ------ | ---- | - | - | - | ------------- | --------------------- | ------------------- |
| Torhüter    |                        |                              |                        |                    |                |        |      |   |   |   |               |                       |                     |
| 01          | Stephen Adams          | Aduana Stars                 | 006                    | 0                  | 28. Sep. 1984  | 0      | 0    | 0 | 0 | 0 |               |                       |                     |
| 16          | Fatau Dauda            | Orlando Pirates              | 018                    | 0                  | 6. Apr. 1985   | 2      | 0    | 0 | 0 | 0 |               |                       |                     |
| 12          | Adam Larsen Kwarasey   | Strømsgodset IFM*            | 021                    | 0                  | 12. Dez. 1987  | 1      | 0    | 0 | 0 | 0 |               |                       |                     |
| Abwehr      |                        |                              |                        |                    |                |        |      |   |   |   |               |                       |                     |
| 23          | Harrison Afful         | Espérance Sportive de TunisM | 041                    | 0                  | 24. Juni 1986  | 2      | 0    | 1 | 0 | 0 |               |                       |                     |
| 21          | John Boye              | Stade RennesP                | 030                    | 03                 | 23. Apr. 1987  | 3      | 0    | 0 | 0 | 0 |               |                       |                     |
| 02          | Samuel Inkoom          | AO Platanias                 | 046                    | 01                 | 1. Juni 1989   | 0      | 0    | 0 | 0 | 0 | 2010          | 2                     | 0                   |
| 19          | Jonathan Mensah        | FC Évian Thonon Gaillard     | 026                    | 01                 | 13. Juli 1990  | 3      | 0    | 0 | 0 | 0 | 2010          | 3                     | 0                   |
| 04          | Daniel Opare           | Standard LüttichM            | 016                    | 0                  | 18. Okt. 1990  | 1      | 0    | 0 | 0 | 0 |               |                       |                     |
| 15          | Rashid Sumaila         | Mamelodi Sundowns M          | 008                    | 0                  | 18. Dez. 1992  | 0      | 0    | 0 | 0 | 0 |               |                       |                     |
| Mittelfeld  |                        |                              |                        |                    |                |        |      |   |   |   |               |                       |                     |
| 06          | Afriyie Acquah         | FC Parma                     | 005                    | 01                 | 5. Jan. 1992   | 1      | 0    | 0 | 0 | 0 |               |                       |                     |
| 14          | Albert Adomah          | FC Middlesbrough*            | 015                    | 01                 | 13. Dez. 1987  | 1      | 0    | 0 | 0 | 0 |               |                       |                     |
| 08          | Emmanuel Agyemang Badu | Udinese Calcio               | 048                    | 07                 | 2. Dez. 1990   | 2      | 0    | 0 | 0 | 0 |               |                       |                     |
| 20          | Kwadwo Asamoah         | Juventus TurinM              | 062                    | 04                 | 9. Dez. 1988   | 3      | 0    | 0 | 0 | 0 | 2010          | 5                     | 0                   |
| 07          | Christian Atsu         | Vitesse Arnheim              | 023                    | 04                 | 10. Jan. 1992  | 3      | 0    | 0 | 0 | 0 |               |                       |                     |
| 10          | André Ayew             | Olympique Marseille          | 048                    | 04                 | 17. Dez. 1989  | 3      | 2    | 0 | 0 | 0 | 2010          | 4                     | 0                   |
| 05          | Michael Essien         | AC Mailand                   | 057                    | 09                 | 3. Dez. 1982   | 1      | 0    | 0 | 0 | 0 | 2006          | 3                     | 0                   |
| 11          | Sulley Muntari         | AC Mailand                   | 080                    | 22                 | 27. Aug. 1984  | 2      | 0    | 2 | 0 | 0 | 2006, 2010    | 7                     | 2                   |
| 17          | Mohammed Rabiu         | FK Kuban Krasnodar           | 017                    | 0                  | 31. Dez. 1989  | 3      | 0    | 1 | 0 | 0 |               |                       |                     |
| 22          | Wakaso Mubarak         | Rubin Kasan                  | 017                    | 07                 | 25. Juli 1990  | 2      | 0    | 0 | 0 | 0 |               |                       |                     |
| Angriff     |                        |                              |                        |                    |                |        |      |   |   |   |               |                       |                     |
| 13          | Jordan Ayew            | FC SochauxA                  | 016                    | 05                 | 11. Sep. 1991  | 3      | 0    | 1 | 0 | 0 |               |                       |                     |
| 09          | Kevin-Prince Boateng   | FC Schalke 04                | 013                    | 02                 | 6. März 1987   | 2      | 0    | 0 | 0 | 0 | 2010          | 5                     | 1                   |
| 03          | Asamoah Gyan           | al Ain Club                  | 079                    | 42                 | 22. Nov. 1985  | 3      | 2    | 0 | 0 | 0 | 2006, 2010    | 8                     | 4                   |
| 18          | Abdul Majeed Waris     | FC ValenciennesA             | 013                    | 03                 | 19. Sep. 1991  | 1      | 0    | 1 | 0 | 0 |               |                       |                     |
| Trainerstab |                        |                              |                        |                    |                |        |      |   |   |   |               |                       |                     |
|             | James Kwesi Appiah     | Trainer                      | 12+                    | 0                  | 9. August 1959 |        |      |   |   |   | 2010          |                       |                     |

(*) angegeben sind nur die Spiele und Tore, die vor Beginn der Weltmeisterschaft absolviert bzw. erzielt wurden
1. ↑  M = Der Verein wurde in der Saison 2013/14 Meister seines Landes, M* = Der Verein wurde in der Saison 2013 Meister seines Landes (die aktuelle Saison läuft noch), A = Der Verein stieg aus der höchsten Liga des Landes ab, P = Der Verein wurde in der Saison 2013/14 Pokalsieger, * = Der Verein spielt in der zweithöchsten Liga seines Landes.
2. 1 2  Als Spieler
3. ↑  Als Trainerassistent

### Gruppenphase
Bei der am 6. Dezember 2013 vorgenommenen Auslosung der Endrunde wurde Ghana der Gruppe G mit dem Gruppenkopf Deutschland zugelost. Ferner wurden die USA und Portugal in die Gruppe gelost. Gegen Deutschland bestritt Ghana bei der Weltmeisterschaft 2010 in Südafrika am 23. Juni 2010 das letzte Gruppenspiel und zog trotz des 0:1 ins Achtelfinale ein. Die nun vom ehemaligen deutschen Bundestrainer Jürgen Klinsmann trainierten USA waren Gegner im Achtelfinale, das Ghana mit 2:1 nach Verlängerung gewann. Auch bei der Weltmeisterschaft 2006 traf Ghana auf die USA und setzte sich im letzten Gruppenspiel mit 2:1 durch, sodass sich die Mannschaft für das Achtelfinale qualifizierte. Gegen Portugal hatte Ghana zuvor noch nie gespielt. Vor der WM hatte Ghana in keinem der drei Spielorte gespielt.
Kevin-Prince Boateng hatte sich vor der Auslosung Deutschland und damit seinen Halbbruder Jérôme Boateng wieder als Vorrundengegner gewünscht.
Mannschaftsquartier war das Radisson Hotel Maceió in Maceió.
Das erste Gruppenspiel Ghanas gegen die USA startete mit einem Blitztor innerhalb der ersten Minute für die US-Amerikaner. Ghana konnte ausgleichen und das Spiel dominieren. Allerdings vergab es weitere Chancen und verlor kurz vor Schluss noch das Spiel. Gegen Deutschland spielte Ghana aus einer soliden Abwehr heraus. Götze brachte Deutschland zu Beginn der zweiten Halbzeit in Führung. Ghana glich jedoch aus und ging danach mit 2:1 in Führung. Der eingewechselte Klose glich aus. In einer dramatischen Schlussphase lieferten sich beide Teams einen offenen Schlagabtausch, jedoch blieb es beim 2:2. Im letzten Spiel benötigte Ghana einen Sieg mit einer Tordifferenz von zwei Toren. Die Niederlage gegen Portugal besiegelte jedoch Ghanas Ausscheiden. Durch das 2:2 gegen den späteren Weltmeister blieb Ghana aber die einzige Mannschaft, die gegen Deutschland einen Punkt gewinnen konnte.
| Pl. | Land        | Sp. | S | U | N | Tore    | Diff. | Punkte |
| --- | ----------- | --- | - | - | - | ------- | ----- | ------ |
| 1.  | Deutschland | 3   | 2 | 1 | 0 | 007:200 | +5    | 07     |
| 2.  | USA         | 3   | 1 | 1 | 1 | 004:400 | ±0    | 04     |
| 3.  | Portugal    | 3   | 1 | 1 | 1 | 004:700 | −3    | 04     |
| 4.  | Ghana       | 3   | 0 | 1 | 2 | 004:600 | −2    | 01     |

- Mo., 16. Juni 2014, 19:00 Uhr (00:00 Uhr MESZ) in Natal

 Ghana –  USA 1:2 (0:1)
- Sa., 21. Juni 2014, 16:00 Uhr (21:00 Uhr MESZ) in Fortaleza

 Deutschland –  Ghana 2:2 (0:0)
- Do., 26. Juni 2014, 13:00 Uhr (18:00 Uhr MESZ) in Brasília

 Portugal –  Ghana 2:1 (1:0)

## Sportliche Auswirkungen
In der FIFA-Weltrangliste fiel Ghana um eine Position von Platz 37 auf Platz 38.